# Сан Маурицио Канавезе (Кунео)
Сан Маурицио Канавезе је насеље у Италији у округу Кунео, региону Пијемонт.
Према процени из 2011. у насељу је живело 106 становника. Насеље се налази на надморској висини од 425 м.